# Dzika Kiszka
Dzika Kiszka – polska grupa łącząca dwa style muzyczne, rap i rock’n’roll, określająca kiedyś swój styl jako Rap'N'Roll. W tej chwili zespół skłania się bardziej w stronę cięższej odmiany rapcore.

## Historia
Grupa została założona w 1987 przez Krzysztofa „Flipera” Krupę, Wiesława „Golonę” Karę i Grzegorza „Dyndka” Nowosielskiego. Od początku istnienia inspirowała się muzycznymi dokonaniami takich zespołów jak: Beastie Boys, Public Enemy czy Run-D.M.C. (Marek Niedźwiecki nazywał ich Beastie Boys z Tarnowa). W 1988 Dzika Kiszka wzięła udział w OMPP, zajmując miejsce w pierwszej dziesiątce. Na festiwalu w Jarocinie w 1989 zespół otrzymał nagrodę publiczności i w tym samym roku nagrał profesjonalnie cztery utwory. Do dwóch z nich nagrano też teledyski. Pod koniec roku zespół wziął udział w koncercie „Letnia Zadyma W Środku Zimy”, który odbył się na warszawskim Torwarze. W 1990 zespół ponownie wystąpił w Jarocinie. W 1992 ukazał się fonograficzny debiut Dzikiej Kiszki, zatytułowany „Rap'N'Roll”, który został zarejestrowany i wydany przez krakowską firmę Gamma. W 1994 zespół zawiesił działalność, by w 1999 reaktywować się w nowym składzie. W grudniu 2000 ukazał się album zatytułowany Rap & Roll part 2, który był sukcesem. Został wydany przez firmę Universal Music Polska. Następnie – po ponownym zawieszeniu działalności – w listopadzie 2005 zespół reaktywował się i we wrześniu 2006 nagrał nowy utwór w lubelskim Studio Hendrix. W 2010 roku zespół wydał płytę "Plastic Fantastic", która przyniosła zespołowi rozpoznawalność. W "Plastic Fantastic" grupa zaimponowała nie wykorzystywanymi wcześniej eksperymentami muzycznymi, np. w tytułowym utworze płyty "Plastic Fantastic" które były bardzo ciekawe. W płycie z 2010 roku największą rozpoznawalność zespołowi przyniosły utwory
- "Plastic Fantastic"
- " Tedi"
- " Francuski Piesek"

Od 2010 roku zespół koncertuje, jak do tej pory nie wydał nowych płyt, jednak dotychczas grane utwory z "Rap'n roll" , Rap'n roll part 2" i "Plastic Fantastic" są rozpoznawalne przez fanów zespołu jak i tego rodzaju muzyki.

## Skład grupy

### Obecny skład zespołu
- Adam „Cypis” Peters – wokalista
- Wiesław „Golona” Kara – wokalista
- Grzegorz „Dyndek” Nowosielski – wokalista
- Krzysztof „Arnold” Michalski – gitara
- Andrzej „Dyzio” Suwara – gitara
- Grzegorz „Moohoo” Wajda – gitara basowa
- Wojciech Pasek – perkusja

### Byli członkowie
- Maciej „Maciora” Lorenowicz – wokalista 1988–
- Wiesław „Golona” Kara – wokalista 1987–
- Grzegorz „Dyndek” Nowosielski – wokalista 1987–
- Krzysztof „Fliper” Krupa – perkusja, śpiew 1987–1992,1999–2002
- Zbigniew „Zbigu” Kumorowski – perkusja 1989–1991
- Michał Krupa – perkusja 1992–1994
- Adam Słowik – gitara 1989–1991
- Valdi Rzeszut – gitara 1999–2000
- Bartosz „Bart” Kapłoński – gitara 2000–2002
- Dariusz Durał – gitara 1988–1989
- Michal Doniec – gitara 1992–1992
- Paweł Krużel – gitara 1992–1994
- Marek Kloch – gitara 1990–1991, 2005–2006
- Andrzej „Widelec” Krupa – gitara basowa 1989–1991
- Piotr „Ziela” Zieliński – gitara basowa 1992–1994
- Jerzy Durał – gitara basowa 1988–1989
- Adam Prucnal – instrumenty klawiszowe 1989–1991
- Wojtek Schab – instrumenty klawiszowe 1992–1994
- Marcin „Larz” Duchnik – perkusja
- Adrian „Adik” Bogacz – gitara

## Dyskografia
- Rap'N'Roll, Gamma 1992
- Menu (singel) Universal Music Polska 2000
- Rap'N'Roll part 2 Universal Music Polska 2000
- „Plastic Fantastic” Satis sp. z o.o. [2010]